# Zafra de Záncara
Zafra de Záncara là một đô thị trong tỉnh Cuenca, cộng đồng tự trị Castile-La Mancha Tây Ban Nha. Đô thị này có diện tích là 78,83 ki-lô-mét vuông, dân số năm 2009 là 150 người với mật độ 1,9 người/km². Đô thị này có cự ly km so với tỉnh lỵ Cuenca.